# Ѓ
Ѓ هو أحد حروف الأبجدية السيريلية، يستعمل هذا الحرف في المقدونية ويظهر الصوت "گِ"، هذا الحرف نظير الحرف دجي في الصربية. مثال على ذلك الكلمة ميلاد بالمقدونية (Раѓање - راگِياني, تصبح بالصربية Рађање - راجياني).